# John Locke (naturalista)
John Locke (*19 de febrero de 1792, Fryeburg, Maine-10 de julio de 1856) fue un médico, naturalista, inventor, geólogo, profesor, fotógrafo, y publicista estadounidense. Fue el primer estadounidense en exhibir fotografías al público.
Obtuvo su M.D. en Medicina de la Yale University, sirviendo brevemente como cirujano asistente en la Armada, conferencista en Botánica en Dartmouth, y luego se muda a Cincinnati, donde fue docente en Química e la "Ohio College of Medicine"; y publicando artículos sobre Historia natural, Astronomía, Física, y Química.

## Inventos
- Electro-cronógrafo, patentado el 16 de julio de 1850.
- Nivel colimado, aún se manufactura hoy casi sin ninguna variación con respecto a la patente otorgada el 2 de julio de  1850

- La abreviatura «Locke» se emplea para indicar a John Locke como autoridad en la descripción y clasificación científica de los vegetales.[3]